# Dirceu Villa
Dirceu Villa (São Paulo, 1975) é um poeta, tradutor, ensaísta e professor universitário brasileiro. 

## Biografia
Doutorou-se em Literaturas de Língua Inglesa pela Universidade de São Paulo (USP), estudando o Renascimento na Inglaterra e na Itália. Lecionou na pós lato-sensu da USP, na graduação da Universidade Federal de São Paulo (UNIFESP) e atua como professor de oficinas. Villa traduziu obras de autores como Lovecraft, James Joyce, Joseph Conrad, Homero e Ezra Pound.
Por sua obra própria, recebeu o prêmio de Ação Cultural da Secretaria de Cultura de SP, pelo livro Icterofagia. Com a obra Descort recebeu o Prêmio Nascente. Sua poesia foi traduzida para espanhol, inglês, francês, italiano e alemão.

## Livros publicados
- MCMXCVIII (1998)
- Descort (2003) (Prêmio Nascente)
- Icterofagia (2008) (Prêmio de Ação Cultural)
- Transformador (antologia, 2014)
- Speechless tribes: três séries de poemas incompreensíveis (2018)
- Couraça (2020)